# 老河头镇
老河头镇，是中华人民共和国河北省保定市安新县下辖的一个乡镇级行政单位。

## 行政区划
老河头镇下辖以下地区：
沈北村、张家村、李家村、贺家村、河西村、留民庄村、石庄村、闭大口村、席庄村、坨上村、前亭子村、后亭子村、姬庄村、刘庄村、冯庄村、胡王庄村、董庄村、东喇喇地村、西喇喇地村、南喇喇地村、北喇喇地村、沈南村、李良甫庄村、东涝淀村、西涝淀村、前屯村和后屯村。